# جيمس كريسويل
جيمس كريسويل (16 مارس 1903 في المملكة المتحدة - 2 ديسمبر 1994) (بالإنجليزية: James Cresswell)‏ هو لاعب كريكت بريطاني (وحمل سابقاً جنسية المملكة المتحدة لبريطانيا العظمى وأيرلندا). لعب مع نادي مقاطعة ديربيشاير للكريكت ‏.